# Штейнберг, Генрих Семёнович
Генрих Семёнович Штейнберг (13 февраля 1935, Ленинград — 28 декабря 2020, Санкт-Петербург) — советский и российский вулканолог. Директор Института вулканологии и геодинамики РАЕН (г. Южно-Сахалинск).

## Биография
Отец — Семён Исаакович Штейнберг (1910—1989) — был строителем. В 1941 году ушёл добровольцем на войну, был ранен. После войны работал начальником управления «Аэропортстрой». Мать — Анна Аркадьевна Великина (1912—1997) — техник-чертёжник, в войну воспитатель в интернате, после войны модельер женской одежды. Родители говорили на идише.
Работал на Дальнем Востоке по направлению вулканология после окончания Ленинградского горного института в 1959 году.
Основное направление исследований Г. С. Штейнберга — контроль состояния вулканов и прогноз извержений. Он работал на многих (более 20) извержениях (Карымский, 1961-62, Шивелуч, 1964, 1980, Ключевской 1966, 1980; Алаид, 1972; Тятя, 1973; Грозный, 1989; Толбачик, 1975—1976; Сарычева, 1976 и др.). На извержении вулкана Карымский (1962 год) получил тяжелую травму, однако, продолжал работать на действующих вулканах. Г. С. Штейнберг первым из советских вулканологов спустился в кратер действующего вулкана (1961 год), получив ценные данные о его состоянии.
В 1966 году Г. С. Штейнберг защитил кандидатскую, а в 1988 году — докторскую диссертации, в 1991 году избран членом-корреспондентом, а в 1993 году — академиком РАЕН. Имея более 200 работ и изобретений, продолжал работать в экспедициях, участвуя в исследованиях, которые проводились в кратерах действующих вулканов, что нередко было связано с высоким риском.
В 1992 году руководил российской группой вулканологов, направленной по решению Правительства России в Никарагуа по просьбе Правительства Никарагуа и поручению комиссии ООН. Г. С. Штейнберг с двумя его сотрудниками в короткий интервал между взрывами поднялся на вулкан и Г. С. Штейнберг спустился в действующий кратер, собрав образцы и материалы, необходимые для прогноза дальнейшего хода извержения и определения времени его окончания. Прогноз, подготовленный Г. С. Штейнбергом оказался верным; ни американские, ни европейские вулканологи, прибывшие на извержение Сьерра-Негро раньше, не смогли получить подобных результатов. Заключение Г. С. Штейнберга позволило правительству Никарагуа принять решение о прекращении эвакуации населения и отменить чрезвычайное положение. Сразу после извержения группа Г. С. Штейнберга по просьбе президента Панамы провела научно-экспертные работы на вулканах этой страны. Работа группы Г. С. Штейнберга получила высокую оценку правительств Никарагуа и Панамы В СМИ многих стран отмечена «храбрость русских на Сьерра-Негро».
С 1992 года Институт вулканологии и геодинамики РАЕН, которым руководит Г. С. Штейнберг, ежемесячно (ежеквартально) подготавливает прогнозы вулканической активности, ожидаемой в следующем месяце (квартале) на наиболее населенных островах южных Курил — Итурупе и Кунашире. Основанием для прогнозов являются данные сети станций и регулярные наблюдения, проводимые в том числе лично Г. С. Штейнбергом в кратерах действующих вулканов. Ошибочных прогнозов в 1992—2000 годах не было.
В октябре 1999 года Г. С. Штейнберг предупредил губернатора Сахалинской области и мэра района о предстоящем извержении вулкана Кудрявый. Точный прогноз (отклонение 7 ч) позволил провести необходимые мероприятия, предусмотренные для подобных случаев.
В момент старта извержения Г. С. Штейнберг и участники экспедиции находились на кратере. В стадию максимальной активности вулкана, выполнив необходимые наблюдения и исследования, Г. С. Штейнберг вывел отряд с кратера, пройдя в тёмное время суток через зону интенсивного пеплопада; ни один сотрудник не получил травм. На следующий день Г. С. Штейнберг с А. В. Соловьевым, С. И. Ткаченко, М. Г. Штейнбергом, поднялись на кратер, где Г. С. Штейнберг находился до конца извержения.
В 1992—1993 годах Г. С. Штейнбергом с сотрудниками открыт первый в мире минерал рения (очень редкого металла), а в 1994—1999 годах проведена детальная разведка этого уникального, единственного в мире месторождения, находящегося на о. Итуруп, на вулкане Кудрявый. Это открытие является особо важным, так как в настоящее время других источников рения у России нет (СССР занимал I место в мире по добыче, но все источники рения, добывавшегося попутно с другими металлами, остались в странах СНГ). Открытие Г. С. Штейнбергом месторождения рения отмечено премией Геолбанка и Роскомнедра «За укрепление минерально-сырьевой базы России» (1994 год) и премией Губернатора области «За лучшую научную работу года» (1996).

### Селенология
В 1964—1971 годах Г. С. Штейнберг занимался геологией (вулканами) Луны и испытывал аппаратуру, впоследствии работавшую на Луне. В 1969—1970 годах был начальником экспедиции, проводившей ходовые испытания Лунохода. Последующая работа луноходов (1970—1971) показала полное соответствие испытательных площадок, выбранных Г. С. Штейнбергом на вулканах Шивелуч и Толбачик (Камчатка); в 1968—1971 годах прошёл подготовку как космонавт-исследователь (однако после катастрофы в 1971 году «Союза-11» запуски с космонавтами-исследователями в течение 10 лет не проводились). Работа Г. С. Штейнберга по механизму образования лунных кратеров опубликована в Докладах Академии наук в 1965 году с представлением главного конструктора С. П. Королева (единственная работа представленная к публикации С. П. Королёвым в качестве академика). В 1971—1978 годах Г. С. Штейнберг — вице-президент Международного общества по геологии Луны, с 1969 года — редактор международного журнала «Modern Geology» (Нью-Йорк — Лондон — Париж — Токио — Монреаль).
Г. С. Штейнбергом разработан механизм действия гейзеров, предложены новые оригинальные методы их исследования, сделаны защищенные патентами модели гейзеров и создана принятая в мире теория гейзерного процесса.
Дружил с учёным Ф. И. Шадерманом, который также работал на Кудрявом и запатентовал метод получения рения из фумарольных газов вулкана.

### Гражданская деятельность
В 2003 году участвовал в выборах в Государственную Думу от партии «Яблоко», но проиграл и в Думу не попал.

## Память
Г. С. Штейнбергу посвящена неоднократно издававшаяся повесть известного русского писателя, председателя ПЕН-клуба А. Г. Битова («Путешествие к другу детства»), стихи нобелевского лауреата И. А. Бродского, Е. Б. Рейна, А. М. Городницкого, А. С. Кушнера. О нём сняты телевизионные и документальные фильмы советских, российских и зарубежных кинематографистов.
Скончался 28 декабря 2020 года в Санкт-Петербурге.

## Семья
Брат — Александр Семёнович Штейнберг (1937—2020) — учёный в области физики горения, заведующий лабораторией ИСМ РАН; доктор физико-математических наук, профессор.